# トップレスブラ
トップレスブラ（英語: Topless Brassiere）とは、女性用セクシーランジェリーの一種で、1/4カップブラと同意語に扱われる。
フルカップブラのカップの上3/4をカットしたデザインであり、ブラジャー本来のバストを支えて形状を補正するという機能より装飾的な要素が重視されている。
トップレスブラは、アンダーバストのみをカップで支えてバスト全体をより大きく、より胸部前方へ押し出す役割を持っている。バストのトップ部分が露出するため、胸の開いた服や組み合わせることで、さらに爽快感を出したりセクシー感を強調できる。また、トップ部分をニプレスなどで隠すこともある。